# Smart Response Technology
Smart Response Technology — технология кэширования, впервые применённая компанией Intel в чипсетах Z68 для процессоров на архитектуре Sandy Bridge.
Технология Smart Response Technology предполагает использование твердотельных накопителей (SSD) в качестве кэша для жестких дисков (HDD). Для того, чтобы использовать SRT-кэширование, необходимо иметь материнскую плату, поддерживающую технологию Smart Response Technology, SSD-накопитель объёмом от 16 до 64 ГБ и драйверы Intel Rapid Storage.
Использование технологии позволяет ускорить повторяющиеся операции, такие как запуск приложений, путём перемещения данных на быстрый носитель.
Ограничения, накладываемые технологией на размер SSD-накопителя, позволяют недорого увеличить производительность системы за счёт использования неактуальных моделей SSD.